# Vice-primeiro-ministro da Suécia
 A constituição sueca permite ao primeiro-ministro nomear um dos ministros do gabinete como vice-primeiro-ministro (statsministers ställföreträdare, em sueco), caso o primeiro-ministro, por algum motivo, seja impedido de exercer suas funções. Se um vice-primeiro-ministro não tiver sido nomeado, o ministro do gabinete que serviu por mais tempo (e se houver vários com a mesma experiência, o mais velho) assumirá a chefia do governo.
Um vice-primeiro-ministro só pode servir como primeiro-ministro em uma função temporária, como a demissão de um primeiro-ministro inclui automaticamente o gabinete inteiro, e o Instrumento de Governo da Suécia exige que o presidente do parlamento sueco demita todo o gabinete no caso de morte do primeiro-ministro.
A atual vice-primeira-ministra é Morgan Johansson.